# Джиа Дарлінг
Джиа Дарлінг (англ. Gia Darling, нар. 30 липня 1977 року) — американська транссексуальна порноакторка, режисер та продюсер латиноамериканського походження.

## Біографія
Народився у Гватемалі. У 3 роки переїжджає з прийомною матір'ю до Каліфорнії. У 15 років починає одягатися і поводитися як жінка і мріє зніматися у телешоу чи музичних кліпах. У тому ж віці починає приймати гормони, використовувати косметику та хірургію, щоб змінити зовнішній вигляд.
В даний час живе на віллі в Малібу, штат Каліфорнія. Шлюб з порноактором Колбі Джансеном, який працює у жанрі гей-порнографії, у березні 2017 року розпався.

## Порноіндустрія
Спеціалізується на жанрі БДСМ, де відіграє роль домінанта.
Володіє та керує компанією Gia Darling Entertainment.
Має на рахунку понад 40 порнофільмів та є режисером понад 20 порнофільмів.
Перший транссексуал, опублікований в американських порножурналах Playboy та Hustler.

## Премії та номінації
- 2006 AVN Awards перемога — транссексуальний виконавець року[9]
- 2007 AVN Award номінація — транссексуальний виконавець року[10]
- 2011 включена до зали слави AVN[11]
- 2012 Tranny Award — за життєві досягнення[12]
- 2016 Transgender Erotica Awards — Transcendence Award[13]

## Фільмографія
- Allanah Starr's Big Boob Adventures
- Enslaved Sissy Maid 2
- Gia Darling With Love
- Hip Hop Heartbreakers
- Naughty Transsexual Nurses
- She Male Slumber Party
- She-Male Championship Boxing
- Tranny Watch
- Transsexual Beauty Queens
- Transsexual Celebrity Look-A-Likes
- Transsexual Centerfolds 2
- Transsexual Cheerleader Search
- Transsexual Cheerleader Search n.2
- Transsexual Heart Breakers
- Transsexual Madame